# Szigetnyelv
Egy szigetnyelv (izolált nyelv vagy elszigetelt nyelv) abszolút értelemben, más élő nyelvekkel demonstrálható genealógiai kapcsolatok nélküli természetes nyelv; vagy, más szavakkal, egy olyan nyelv, amelynek nincs közös őse más nyelvekkel. A gyakorlatban ez egy olyan nyelvcsaládot jelent, amely csupán egyetlen nyelvből áll. Gyakran említett példa a baszk, az ainu és a koreai.
Bizonyos esetekben egy izolált nyelv relatívan izoláltnak is tekinthető. Például az albán, az örmény, és a görög gyakran mint 'izolált indoeurópai nyelv' említtetik. Mialatt tagjai az indoeurópai nyelvcsaládnak, annak egyik alcsoportjába sem tartoznak, hanem saját ággal rendelkeznek. Ennek ellenére egy „izolált” külön kitétel nélkül abszolútnak értelmezendő.
Léteznek nyelvek, amelyek már a történelem folyamán lettek izolálttá, miután minden ismert rokonuk kihalt. Ilyen például a brazíliai piraha, a mura nyelvcsalád utolsó még használt tagja. Mások, mint a baszk, már azóta izoláltak, amióta létezésük dokumentált.
Az izolált nyelvek egy, az osztályozatlan nyelvek különleges csoportjának is tekinthetők, amelyek rokonait nagy erőfeszítések ellenére sem lehetett felderíteni. Mindenesetre, ha az ilyen irányú próbálkozások gyümölcsözők, egy izolált nyelv „elveszítheti” izoláltságát: például ez történt az észak-ausztráliai yanyuwával, amelyről kiderült, hogy a pama-nyungan család tagja. Mivel a nyelvészek nem minden esetben egyeznek meg abban, hogy egy genealógiai kapcsolat demonstrált-e avagy sem, egy nyelv izoláltságának valódisága gyakran vitatott.